# 納見悠仁
納見 悠仁（のうみ ゆうと、1997年4月10日 - ）は、神奈川県出身のプロバスケットボール選手。B.LEAGUEの島根スサノオマジックに所属している。ポジションはコンボガード。

## 経歴

### プロ入り前
仙台大学附属明成高等学校では同学年の八村塁とと共にウィンターカップで3連覇を成し遂げ、2年時、3年時に優秀選手賞（大会ベスト5）を受賞。3年時には月刊バスケットボールが企画する、ファン投票による『感動大賞』を受賞した。3年時のインターハイでは同校の当大会初優勝を成し遂げた。
高校卒業後は青山学院大学に進学。1年時よりレギュラーとして活躍する。1年時の新人戦では優勝に貢献し、新人賞を受賞した。4年時には主将を務め、秋のリーグ戦では準優勝にチームを牽引。大会敢闘賞を受賞した。

### 島根スサノオマジック
2019年12月22日に特別指定選手として島根スサノオマジックと契約した。
2019-20シーズンは11試合に出場した。

### 新潟アルビレックスBB
2020年6月9日に新潟アルビレックスBBと契約した。
2021-22シーズン限りで契約を満了し、自由交渉選手リストに公示された。

### 川崎ブレイブサンダース
2022年6月10日に川崎ブレイブサンダースと契約した。

### 島根復帰
2024年6月18日に、かつて特別指定選手として所属していた島根と契約した。